# أندرسون سانتانا دوس سانتوس
أندرسون سانتانا دوس سانتوس (بالبرتغالية: Anderson Santana dos Santos‏) هو لاعب كرة قدم برازيلي، ولد في 24 أبريل 1986 في بيلو هوريزونتي في البرازيل. لعب مع تشورنومورتس أوديسا وفيتوريا دي غيماريش ونادي آكتوبه ونادي أحمد غروزني ونادي كروزيرو.

## وصلات خارجية
- أندرسون سانتانا دوس سانتوس على موقع الاتحاد الأوربي (الإنجليزية)
- أندرسون سانتانا دوس سانتوس على موقع اتحاد أوكرانيا (الإنجليزية)
- أندرسون سانتانا دوس سانتوس على موقع قاعدة بيانات كرة القدم.إي يو (الإنجليزية)
- أندرسون سانتانا دوس سانتوس على موقع Soccerway.com (الإنجليزية)
- أندرسون سانتانا دوس سانتوس على موقع AS.com (الإسبانية)